# مرد و ابرمرد

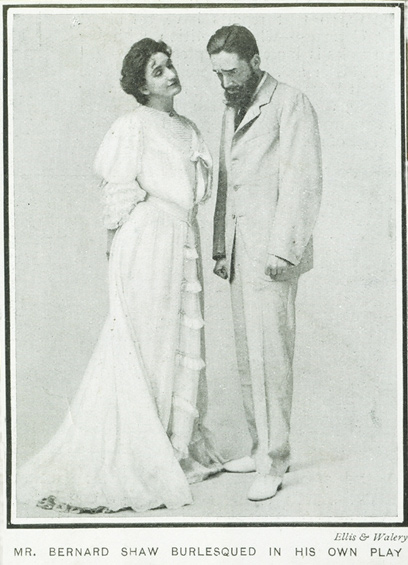
مرد و ابرمرد

مرد و ابرمرد (به انگلیسی: Man and Superman) نمایشنامه‌ای است از جرج برنارد شاو، نوشتهٔ سالِ ۱۹۰۳ میلادی. متن کامل این نمایشنامه تا ۱۹۱۵ بر صحنه نرفت.

## به فارسی
بخشی از این نمایشنامه را ابراهیم گلستان با نام دون ژوان در جهنم ترجمه کرده است.